# La boîte noire
La boîte noire è un film del 2005 diretto da Richard Berry, ispirato dall'omonimo romanzo a fumetti di Tonino Benacquista.

## Trama
Arthur Seligman (José Garcia) si risveglia all'ospedale di Cherbourg dal coma in cui era caduto a seguito di un grave incidente. Apparentemente non ricorda nulla di ciò che gli è successo, né per quale ragione si trovi a Cherbourg e non a Parigi.
Durante la fase d'incoscienza, l'infermiera Isabelle Kruger (Marion Cotillard) ha preso nota delle frasi sconnesse e delle parole che Arthur pronunciava.
In un primo momento l'uomo crede di aver ucciso un ragazzo, poi gli appunti di Isabelle lo conducono gradualmente alla presa di coscienza di ciò che realmente è accaduto.